# We Are Beautiful, We Are Doomed
We Are Beautiful, We Are Doomed è il secondo album in studio del gruppo pop-rock gallese dei Los Campesinos!, pubblicato il 27 ottobre 2008 nel Regno Unito e dal 25 novembre dello stesso anno negli Stati Uniti e in Canada.

## Tracce
1. Ways to Make It Through the Wall – 4:12
2. Miserabilia – 3:15
3. We Are Beautiful, We Are Doomed – 3:54
4. Between an Erupting Earth and an Exploding Sky – 1:16
5. You'll Need Those Fingers for Crossing – 5:09
6. It's Never That Easy Though, Is It? (Song for the Other Kurt) – 2:21
7. The End of the Asterisk – 1:52
8. Documented Minor Emotional Breakdown #1 – 4:27
9. Heart Swells/Pacific Daylight Time – 2:37
10. All Your Kayfabe Friends – 3:15